# Conus belairensis
Conus belairensis é uma espécie de gastrópode do gênero Conus, pertencente a família Conidae.

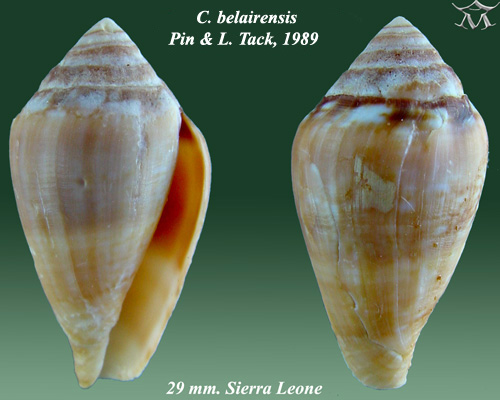